# زمزمه محبت
زمزمه محبت فیلمی به کارگردانی و نویسندگی امیر شروان محصول سال ۱۳۴۴ خورشیدی است. زمزمه محبت اولین تجربه کارگردانی امیر شروان است.

## بازیگران
- رحیم روشنیان
- محمدعلی کشاورز
- فخری خوروش
- امیر شروان
- علی میری
- غلامحسین بهمنیار
- سارا [رفیعه مهام]
- پرخیده